# Liste des députés de la Sarthe
 (mai 2025).
Liste des députés de la Sarthe

## Assemblée nationale(Cinquième République)

### XVIIelégislature(2024-)
| Circonscription     | Député              | Parti | Parti | Suppléant        | Autre mandat                                           |
| ------------------- | ------------------- | ----- | ----- | ---------------- | ------------------------------------------------------ |
| 1re circonscription | Julie Delpech       |       | RE    | Marc Evenisse    |                                                        |
| 2e circonscription  | Marietta Karamanli  |       | PS    | Yves-Marie Hervé | Conseillère municipale du Mans                         |
| 3e circonscription  | Éric Martineau      |       | MoDem | Pascal Dupuis    | Ancien Maire de Chenu                                  |
| 4e circonscription  | Élise Leboucher     |       | LFI   | Florence Gibert  |                                                        |
| 5e circonscription  | Jean-Carles Grelier |       | MoDem | Anne Beauchef    | Conseiller départemental du canton de La Ferté-Bernard |

### XVIelégislature(2022-2024)
| Circonscription     | Député              | Parti | Parti | Suppléant        | Autre mandat                                           |
| ------------------- | ------------------- | ----- | ----- | ---------------- | ------------------------------------------------------ |
| 1re circonscription | Julie Delpech       |       | RE    | Marc Evenisse    |                                                        |
| 2e circonscription  | Marietta Karamanli  |       | PS    | Yves-Marie Hervé | Conseillère municipale du Mans                         |
| 3e circonscription  | Éric Martineau      |       | MoDem | Pascal Dupuis    | Maire de Chenu                                         |
| 4e circonscription  | Élise Leboucher     |       | LFI   | Florence Gibert  |                                                        |
| 5e circonscription  | Jean-Carles Grelier |       | RE    | Anne Beauchef    | Conseiller départemental du canton de La Ferté-Bernard |

### XVelégislature(2017–2022)
| Circonscription     | Député                    | Parti | Parti               | Suppléant          | Autre mandat                             |
| ------------------- | ------------------------- | ----- | ------------------- | ------------------ | ---------------------------------------- |
| 1re circonscription | Damien Pichereau          |       | REM                 | Valérie Camus      |                                          |
| 2e circonscription  | Marietta Karamanli        |       | PS                  | Christophe Chaudun | Conseillère municipale du Mans           |
| 3e circonscription  | Pascale Fontenel-Personne |       | REM                 | Sébastien Gouhier  |                                          |
| 4e circonscription  | Stéphane Le Foll          |       | PS                  | Sylvie Tolmont     | Maire du Mans                            |
| 4e circonscription  | Sylvie Tolmont            |       | PS                  |                    |                                          |
| 5e circonscription  | Jean-Carles Grelier       |       | LR (2017) SL (2018) | Véronique Cantin   | Conseiller municipal de la Ferté Bernard |

### XIVelégislature(2012-2017)
| Circ. |  | Député                 | Parti | Suppléant              |
| ----- |  | ---------------------- | ----- | ---------------------- |
| 1     |  | Mme Françoise Dubois   | PS    | M. Jean-Pierre Rossard |
| 2     |  | Mme Marietta Karamanli | PS    | M. Jean-Luc Fontaine   |
| 3     |  | M. Guy-Michel Chauveau | DVG   | M. Bruno Lecomte       |
| 4     |  | M. Stéphane Le Foll    | PS    | Mme Sylvie Tolmont     |
| 5     |  | M. Dominique Le Mèner  | UMP   | M. Jean-Carles Grelier |

### XIIIelégislature(2007-2012)
| Circ. |  | Député                        | Parti | Suppléant              |
| ----- |  | ----------------------------- | ----- | ---------------------- |
| 1     |  | Mme Fabienne Labrette-Menager | UMP   | M. Joël Méténier       |
| 2     |  | Mme Marietta Karamanli        | PS    | M. Jean-Luc Fontaine   |
| 3     |  | Mme Béatrice Pavy             | UMP   | M. Joël Esnault        |
| 4     |  | M. François Fillon            | UMP   | M. Marc Joulaud        |
| 5     |  | M. Dominique Le Mèner         | UMP   | M. Jean-Carles Grelier |

### XIIelégislature(2002-2007)
| Circ. |  | Député             | Profession              | Mandats locaux                                                                               | Suppléant(e)        |
| ----- |  | ------------------ | ----------------------- | -------------------------------------------------------------------------------------------- | ------------------- |
| 1     |  | Pierre Hellier     | Médecin                 | Conseiller municipal de Conlie (1 665 hab.) Vice-président du Conseil général de la Sarthe   |                     |
| 2     |  | Jean-Marie Geveaux | Technicien en assurance | Vice-président du Conseil général de la Sarthe                                               | Brigitte Carminati  |
| 3     |  | Béatrice Pavy      | Comptable               | Maire de Saint-Pierre-de-Chevillé (342 hab.) Vice-présidente du Conseil général de la Sarthe | Joël Esnault        |
| 4     |  | François Fillon    |                         | Maire de Sablé-sur-Sarthe (12 716 hab.)                                                      | Marc Joulaud*       |
| 5     |  | Dominique Le Mèner | Juriste                 |                                                                                              | Jean-Carles Grelier |

Haut de page
- Marc Joulaud remplace François Fillon, nommé membre du Gouvernement, du 19 juillet 2002 au 19 juin 2007 [1].

### XIelégislature(1997-2002)
| Circonscription                        | Député                                       | Profession | Notes                                                           | Suppléant(e)                             |
| -------------------------------------- | -------------------------------------------- | ---------- | --------------------------------------------------------------- | ---------------------------------------- |
| Première circonscription de la Sarthe  | Pierre Hellier (UDF)                         |            |                                                                 | Thérèse Mortier                          |
| Deuxième circonscription de la Sarthe  | Raymond Douyère (PS) démission le 31/12/1999 |            | Remplacé par Jean-Marie Geveaux (RPR) à compter du 19 mars 2000 | Patrick Delpech (suppléant de R.Douyère) |
| Troisième circonscription de la Sarthe | Guy-Michel Chauveau (PS)                     |            |                                                                 |                                          |
| Quatrième circonscription de la Sarthe | François Fillon (RPR)                        |            | Remplacé à compter du 2 mai 1993 par Pierre Lefebvre            |                                          |
| Cinquième circonscription de la Sarthe | Jean-Claude Boulard (PS)                     |            |                                                                 | Jean-Yves Tessier                        |

Haut de page

### Xelégislature(1993-1997)
| Circonscription                        | Député                   | Profession | Notes                                                              | Suppléant(e)             |
| -------------------------------------- | ------------------------ | ---------- | ------------------------------------------------------------------ | ------------------------ |
| Première circonscription de la Sarthe  | Pierre Hellier (UDF)     |            |                                                                    | Thérèse Mortier-Rondeau  |
| Deuxième circonscription de la Sarthe  | Jean-Marie Geveaux (RPR) |            |                                                                    | Claude Plais             |
| Troisième circonscription de la Sarthe | Antoine Joly (RPR)       |            |                                                                    | Pierre Houdayer          |
| Quatrième circonscription de la Sarthe | François Fillon (RPR)    |            | Remplacé à compter du 2 mai 1993 par son suppléant Pierre Lefebvre |                          |
| Cinquième circonscription de la Sarthe | Pierre Gascher (RPR)     |            |                                                                    | Pierrette Leprince (UDF) |

Haut de page

### IXelégislature(1988-1993)
| Circonscription                        | Député                   | Profession | Notes | Suppléant(e)     |
| -------------------------------------- | ------------------------ | ---------- | ----- | ---------------- |
| Première circonscription de la Sarthe  | Gérard Chasseguet (RPR)  |            |       | Daniel Cabaret   |
| Deuxième circonscription de la Sarthe  | Raymond Douyère (PS)     |            |       | Jacques Terroire |
| Troisième circonscription de la Sarthe | Guy-Michel Chauveau (PS) |            |       | Jean Fromont     |
| Quatrième circonscription de la Sarthe | François Fillon (RPR)    |            |       | Pierre Lefebvre  |
| Cinquième circonscription de la Sarthe | Jean-Claude Boulard (PS) |            |       | Mme Loiseau      |

Haut de page

### VIIIelégislature(1986-1988)
Les députés sont élus au scrutin de liste (pas de suppléants)
- Guy-Michel Chauveau, PS
- Raymond Douyère, PS
- Gérard Chasseguet, RPR
- Georges Bollengier-Stragier, UDF
- François Fillon, RPR

### VIIelégislature(1981-1986)
| Circonscription                        | Député                   | Profession | Notes | Suppléant(e)         |
| -------------------------------------- | ------------------------ | ---------- | ----- | -------------------- |
| Première circonscription de la Sarthe  | Gérard Chasseguet (RPR)  |            |       | Jacques Dorise (UDF) |
| Deuxième circonscription de la Sarthe  | Raymond Douyère (PS)     |            |       | Pierre Rouzière      |
| Troisième circonscription de la Sarthe | Guy-Michel Chauveau (PS) |            |       | Louis Houdbine       |
| Quatrième circonscription de la Sarthe | François Fillon (RPR)    |            |       | Christian Philip     |
| Cinquième circonscription de la Sarthe | Pierre Gascher (RPR)     |            |       | Jean-Pierre Chauveau |

Haut de page

### VIelégislature(1978-1981)
| Circonscription                        | Député                    | Profession | Notes                                             | Suppléant(e)                      |
| -------------------------------------- | ------------------------- | ---------- | ------------------------------------------------- | --------------------------------- |
| Première circonscription de la Sarthe  | Gérard Chasseguet (RPR)   |            |                                                   | Georges Bollengier-Stragier (UDF) |
| Deuxième circonscription de la Sarthe  | Daniel Boulay (PCF)       |            |                                                   | Jean-Claude Laude                 |
| Troisième circonscription de la Sarthe | Bertrand de Maigret (UDF) |            |                                                   | François Jacob (RPR)              |
| Quatrième circonscription de la Sarthe | Joël Le Theule (RPR)      |            | Remplacé à compter du 6 mai 1978 par René Pailler | René Pailler                      |
| Cinquième circonscription de la Sarthe | Pierre Gascher (RPR)      |            |                                                   | Jean-Pierre Chauveau              |

Haut de page

### Velégislature(1973-1978)
| Circonscription                        | Député                  | Profession | Notes                                             | Suppléant(e)      |
| -------------------------------------- | ----------------------- | ---------- | ------------------------------------------------- | ----------------- |
| Première circonscription de la Sarthe  | Gérard Chasseguet (UDR) |            |                                                   | Jean-Marie Prat   |
| Deuxième circonscription de la Sarthe  | Jacques Chaumont (UDR)  |            |                                                   | Jacques Rénier    |
| Troisième circonscription de la Sarthe | Raymond Dronne (CDP)    |            |                                                   | Gilbert Chantepie |
| Quatrième circonscription de la Sarthe | Joël Le Theule (UDR)    |            |                                                   | René Pailler      |
| Cinquième circonscription de la Sarthe | Michel d'Aillières (RI) |            | Fin de mandat le 24 septembre 1977 (élu Sénateur) | André Leguay      |

Haut de page

### IVelégislature(1968-1973)
| Circonscription                        | Député                            | Profession | Notes                                               | Suppléant(e)      |
| -------------------------------------- | --------------------------------- | ---------- | --------------------------------------------------- | ----------------- |
| Première circonscription de la Sarthe  | Jean-Yves Chapalain (UDR)         |            |                                                     | Jean-Marie Prat   |
| Deuxième circonscription de la Sarthe  | Jacques Chaumont (UDR)            |            |                                                     | Jacques Rénier    |
| Troisième circonscription de la Sarthe | Raymond Dronne (Centre démocrate) |            |                                                     | Gilbert Chantepie |
| Quatrième circonscription de la Sarthe | Joël Le Theule (UDR)              |            | Remplacé à compter du 13 août 1968 par René Pailler | René Pailler      |
| Cinquième circonscription de la Sarthe | Michel d'Aillières (RI)           |            |                                                     | André Leguay      |

Haut de page

### IIIelégislature(1967-1968)
| Circonscription                        | Député                    | Profession | Notes | Suppléant(e)     |
| -------------------------------------- | ------------------------- | ---------- | ----- | ---------------- |
| Première circonscription de la Sarthe  | Jean-Yves Chapalain (UDR) |            |       | Jean-Marie Prat  |
| Deuxième circonscription de la Sarthe  | Robert Manceau (PCF)      |            |       | Armand Rosier    |
| Troisième circonscription de la Sarthe | Albert Fouet (FGDS)       |            |       | Paul Hummel      |
| Quatrième circonscription de la Sarthe | Joël Le Theule (UDR)      |            |       | Jacques Reignier |
| Cinquième circonscription de la Sarthe | Michel d'Aillières (RI)   |            |       | André Leguay     |

Haut de page

### IIelégislature(1962-1967)
| Circonscription                        | Député                    | Profession | Notes | Suppléant(e)     |
| -------------------------------------- | ------------------------- | ---------- | ----- | ---------------- |
| Première circonscription de la Sarthe  | Jean-Yves Chapalain (UNR) |            |       | Georges Jubier   |
| Deuxième circonscription de la Sarthe  | Robert Manceau (PCF)      |            |       | Armand Rosier    |
| Troisième circonscription de la Sarthe | Albert Fouet (Radical)    |            |       | Paul Hummel      |
| Quatrième circonscription de la Sarthe | Joël Le Theule (UNR)      |            |       | Jacques Reignier |
| Cinquième circonscription de la Sarthe | Michel d'Aillières (CNIP) |            |       | André Leguay     |

Haut de page

### Irelégislature(1958-1962)
| Circonscription                        | Député                    | Profession | Notes | Suppléant(e)     |
| -------------------------------------- | ------------------------- | ---------- | ----- | ---------------- |
| Première circonscription de la Sarthe  | Jean-Yves Chapalain (UNR) |            |       | Jacques Delhay   |
| Deuxième circonscription de la Sarthe  | Fernand Poignant (SFIO)   |            |       | André Pioger     |
| Troisième circonscription de la Sarthe | Raymond Dronne (UNR)      |            |       | Pierre Carton    |
| Quatrième circonscription de la Sarthe | Joël Le Theule (UNR)      |            |       | Jacques Reignier |
| Cinquième circonscription de la Sarthe | Michel d'Aillières (CNIP) |            |       | André Leguay     |

Haut de page

## Assemblée nationale (Quatrième République)

### Troisième législature (1956-1958)
Robert Manceau (PCF)
Christian Pineau (SFIO)
Raymond Dronne (Républicains sociaux)
Paul Goussu (IPAS)
Fernand Bône (UFF)

### Deuxième législature (1951-1956)
Robert Manceau (PCF)
Christian Pineau (SFIO)
Jean Letourneau (MRP)
Raymond Dronne (RPF)
André Gaubert (RPF)

### Première législature (1946-1951)
Robert Manceau (PCF)
Christian Pineau (SFIO)
Jean Letourneau (MRP)
Amand Duforest (MRP)
Hubert Lefèvre-Pontalis (PRL)

## Assemblée nationale constituante (Gouvernement Provisoire de la République Française)

### Deuxième assemblée constituante (1946)
Robert Manceau (PCF)
Christian Pineau (SFIO)
Henri Ledru (SFIO)
Jean Letourneau (MRP)
Amand Duforest (MRP)

### Première assemblée constituante (1945-46)
Christian Pineau (SFIO)
Henri Ledru (SFIO)
Marie Oyon (SFIO)
Jean Letourneau (MRP)
Philippe d'Argenlieu (PRL)

## Chambre des députés (Troisième République)

### XVIelégislature(1936-1942)
Un décret de 1939 a prolongé de deux ans le mandat de la législature élue en 1936
- Bernard d'Aillières (1895-1957) ;
- Paul Goussu (1889-1958) ;
- Jean Auguste Montigny (1892-1970) ;
- Théophile Romastin (1883-1957) ;
- François Saudubray (1888-1982) ;

### XVelégislature(1932-1936)
- Mamers : Gaston Gourdeau (1883-1957), Gauche radicale ;
- Le Mans-1 : Louis Legué (1865-1948), Centre républicain ;
- La Flèche : Jean Auguste Montigny (1892-1970), Indépendant de gauche ;
- Saint-Calais : Théophile Romastin (1883-1957), Radical-socialiste ;
- Le Mans-2 : Albert Thibault (1870-1954), Indépendant (Droite), élu sénateur en 1936, non remplacé ;

### XIVelégislature(1928-1932)
Les élections législatives furent au scrutin d'arrondissement majoritaire à deux tours de 1928 à 1936.
- Mamers : Gaston Gourdeau (1883-1957), Gauche Radicale ;
- Saint-Calais : Antoine de Gramont-Lesparre (1889-1971), maire de Lhomme (Sarthe), Républicain de gauche (modéré) ;
- Le Mans-1 : Louis Legué (1865-1948), Action démocratique et sociale (centre-droit) ;
- La Flèche : Jean Auguste Montigny (1892-1970), Radical-socialiste ;
- Le Mans-2 : Albert Thibault (1870-1954), Républicain de gauche (modéré) ;

Source : Élections législatives 22-29 avril 1928 de Georges Lachapelle - https://gallica.bnf.fr/ark:/12148/bpt6k320439r.texteImage#

### XIIIelégislature(1924-1928)
Les élections législatives de 1924 furent organisées au scrutin proportionnel de liste. Elles marquèrent au niveau national national la victoire du "Cartel des gauches".
Liste du Cartel des Gauches
- Jean Auguste Montigny (1892-1970), Conseiller général du canton de Montmirail (Parti radical et radical-socialiste);
- Almire Breteau (1862-1930), Conseiller général du canton de Bouloire, (Parti radical et radical-socialiste), élu sénateur en 1927
- Julien Lainé (1862-1944), Vice-Président du Conseil général, conseiller général du Mans (Républicain socialiste et socialiste français);
- Olivier Heuzé (1881-1925), maire du Mans (SFIO), décédé le 19 novembre 1925, non remplacé
- Georges Dalmagne (1860-1948), Conseiller général du canton du Lude, maire de La Chapelle-Saint-Aubin (Parti radical et radical-socialiste);
- Henri Eugène Barbin (1876-1926), Conseiller général, conseiller municipal du Mans (SFIO), décédé le 29 novembre 1926

Source : Barodet, sur le site de l'Assemblée Nationale - https://bibnum.sciencespo.fr/s/catalogue/ark:/46513/sc16m1m0#?c=&m=&s=&cv=
Election partielle du 27 février 1927
Trois députés étaient à remplacer. Une élection partielle est donc organisée. 
Cinq listes se présentent :
- Liste d'Union Républicaine (Droite), qui obtient 30 621 voix de moyenne, et trois élus : Georges Marie Jacques Moulière (1866-1944) (Gauche radicale), François Saudubray (1888-1982) (Groupe Démocrate), et Louis Legué (1865-1948) (Droite - Union républicaine démocratique).
- Liste de Concentration des Gauches, soutenue par Joseph Caillaux, qui obtient 24 805 voix de moyenne.
- Liste socialiste SFIO, qui obtient 10 104 voix de moyenne.
- Liste d'Union agricole et commerciale, qui obtient 9 825 voix de moyenne.
- Liste communiste du Bloc Ouvrier et Paysan, qui obtient 5 020 voix de moyenne.

### XIIelégislature(1919-1924)
Les élections législatives de 1919 furent organisées au scrutin proportionnel de liste. Elles marquèrent au niveau national la victoire du "Bloc national" de centre-droit.
Liste d'entente nationale républicaine
- Gaston Galpin, Entente républicaine démocratique, décédé le 21 mai 1923, non remplacé ;
- Alain Albert Leret d'Aubigny, Entente républicaine démocratique, maire de Noyen-sur-Sarthe ;
- Ernest Fouché, Entente républicaine démocratique, conseiller général de la Sarthe ;
- Alain de Rougé, Entente républicaine démocratique, conseiller général de la Sarthe ;

Liste d'union républicaine
- Maurice Pierre Louis Ajam, Gauche républicaine démocratique ;

Source : Barodet, sur le site de l'Assemblée Nationale - https://bibnum.sciencespo.fr/s/catalogue/ark:/46513/sc16m2kz#?c=&m=&s=&cv=

### XIelégislature(1914-1919)
- Saint-Calais : Maurice Pierre Louis Ajam (1861-1944), Radical socialiste ;
- Le Mans-1 : Alain Albert Leret d'Aubigny (1875-1945), Fédération républicaine (droite), maire de Noyen-sur-Sarthe ;
- Mamers : Joseph Caillaux (1863-1944), Radical socialiste ;
- Le Mans-2 : Gaston Galpin (1841-1923), non-inscrit (Droite) ;
- La Flèche : Hippolyte Laroche (1848-1914), Gauche radicale, décédé le 14 septembre 1914, non remplacé ;

Sources : Journal Le Temps du 28 avril et du 12 mai 1914 sur Gallica - ,.

### Xelégislature(1910-1914)
- Saint-Calais : Maurice Pierre Louis Ajam (1861-1944), Gauche démocratique ;
- Le Mans-1 : Georges Bouttié (1844-1927), Gauche radicale ;
- Mamers : Joseph Caillaux (1863-1944), Gauche radicale ;
- Le Mans-2 : Gaston Galpin (1841-1923), Indépendant (Pébiscitaire) ;
- La Flèche : Hippolyte Laroche (1848-1914), Gauche radicale ;

Sources : Journal Le Temps du 24 avril et du 8 mai 1910 sur Gallica - ,.

### IXelégislature(1906-1910)
- Saint-Calais : Maurice Pierre Louis Ajam (1861-1944), Républicain (Gauche radicale) ;
- Le Mans-1 : Georges Bouttié (1844-1927), Républicain (Gauche démocratique) ;
- Mamers : Joseph Caillaux (1863-1944), Républicain (Union démocratique) ;
- Le Mans-2 : Gaston Galpin (1841-1923), non-inscrit (Plébiscitaire) ;
- La Flèche : Hippolyte Laroche (1848-1914), Républicain (Gauche radicale) ;

Sources : Journal Le Temps du 6 et du 22 mai 1906 sur Gallica - ,.

### VIIIelégislature(1902-1906)
- Mamers : Joseph Caillaux (1863-1944), Républicain, Ministre des Finances ;
- Saint-Calais : Jacques Marie Eugène Godefroy Cavaignac (1853-1905), Nationaliste, décédé en 1905, remplacé par Maurice Ajam (1861-1944), Républicain (Gauche radicale)
- La Flèche : Paul d'Estournelles de Constant (1852-1924), Radical, élu sénateur en 1904 remplacé par Alain Albert Leret d'Aubigny (1875-1945), Conservateur
- Le Mans-1 : Ernest Fouché (1858-1930), Nationaliste (Action libérale) ;
- Le Mans-2 : Gaston Galpin (1841-1923), Nationaliste, groupe Défense nationale ;

Source : journal Le Temps du 29 avril et du 13 mai 1902 sur Gallica,.

### VIIelégislature(1898-1902)
- Mamers : Joseph Caillaux (1863-1944), Républicain ;
- Saint-Calais : Jacques Marie Eugène Godefroy Cavaignac (1853-1905), Radical ;
- La Flèche : Paul d'Estournelles de Constant (1852-1924), Radical ;
- Le Mans-2 : Gaston Galpin (1841-1923), Conservateur ;
- Le Mans-1 : Anselme Rubillard (1826-1905), Radical ;

Source : journal Le Temps du 10 mai et du 24 mai 1898 sur Gallica,.

### VIelégislature(1893-1898)
- Mamers-2 : Augustin-Fernand Caillard d'Aillières (1849-1897), Conservateur, décédé, remplacé par François d'Aillières (1817-1906), Conservateur
- Saint-Calais : Jacques Marie Eugène Godefroy Cavaignac (1853-1905), Républicain ;
- Le Mans-2 : Gaston Galpin (1841-1923), Conservateur ;
- Mamers-1 : Charles Gabriel Sosthènes de La Rochefoucauld duc de Doudeauville (1825-1908), Conservateur ;
- La Flèche : Prosper Legludic (1843-1904), Républicain, élu sénateur en mars 1895, remplacé par Paul d'Estournelles de Constant (1852-1924), Républicain ;
- Le Mans-1 : Anselme Rubillard (1826-1905), Radical ;

Source : journal Le Temps du 22 août et du 5 septembre 1893 sur Gallica,.

### Velégislature(1889-1893)
- Mamers-2 : Augustin-Fernand Caillard d'Aillières (1849-1897), Monarchiste, maire d'Aillières-Beauvoir ;
- Saint-Calais : Jacques Marie Eugène Godefroy Cavaignac (1853-1905), Républicain ;
- Le Mans-2 : Gaston Galpin (1841-1923), Bonapartiste ;
- Mamers-1 : Charles Gabriel Sosthènes de La Rochefoucauld duc de Doudeauville (1825-1908), Conservateur ;
- La Flèche : Prosper Legludic (1843-1904), Républicain ;
- Le Mans-1 : André Marie Édouard Vilfeu (1850-1896), Conservateur ;

Source : journal Le Temps du 24 septembre et du 8 octobre 1889 sur Gallica,.

### IVelégislature(1885-1889)
- Augustin-Fernand Caillard d'Aillières (1849-1897), maire d'Aillières-Beauvoir ;
- Jacques Marie Eugène Godefroy Cavaignac (1853-1905) ;
- Charles Gabriel Sosthènes de La Rochefoucauld duc de Bisaccia (1825-1908) ;
- Prosper Legludic (1843-1904) ;
- Alphonse Le Porché (1840-1902) ;
- Constant-Jules Paillard-Ducléré (1844-1905), diplomate, maire de Montbizot ;
- Anselme Rubillard (1826-1905) ;

### IIIelégislature(1881-1885)
- Auguste Galpin (1832-1884) ;
- Charles Gabriel Sosthènes La Rochefoucauld duc de Bisaccia (1825-1908) ;
- Prosper Legludic (1843-1904) ;
- Pierre Le Monnier (1815-1895) élu sénateur en 1882, remplacé par Alphonse Le Porché (1840-1902) ;
- Constant-Jules Paillard-Ducléré (1844-1905), invalidé, remplacé par Alphonse-Alfred Haentjens (1824-1884) décédé, remplacé par Constant-Jules Paillard-Ducléré
- Fernand de Perrochel (1843-1881) décédé, remplacé par Augustin-Fernand Caillard d'Aillières (1849-1897),
- Anselme Rubillard (1826-1905) élu sénateur en 1882 remplacé par Jacques Marie Eugène Godefroy Cavaignac (1853-1905)

### IIelégislature(1877-1881)
- Auguste Galpin (1832-1884) ;
- Alphonse-Alfred Haentjens (1824-1884) ;
- Charles Gabriel Sosthènes de La Rochefoucauld duc de Bisaccia (1825-1908) ;
- Pierre Le Monnier (1815-1895) ;
- Fernand de Perrochel (1843-1881) ;
- Anselme Rubillard (1826-1905) ;

### Irelégislature(1876-1877)
- Auguste Galpin (1832-1884) ;
- Alphonse-Alfred Haentjens (1824-1884) ;
- Charles Gabriel Sosthènes de La Rochefoucauld duc de Bisaccia (1825-1908) ;
- Pierre Le Monnier (1815-1895) ;
- Fernand de Perrochel (1843-1881) ;
- Anselme Rubillard (1826-1905) ;

## Assemblée nationale(1871-1876)
| Nom                                                     | Département                    | Date d'élection complémentaireRaison | Date de fin de mandat anticipéeRaison | Étiquette/Parti   |
| ------------------------------------------------------- | ------------------------------ | ------------------------------------ | ------------------------------------- | ----------------- |
| Bernard-Dutreil (Jules)                                 | Liste des députés de la Sarthe |                                      |                                       | Union des Droites |
| Busson-Duviviers (Jacques Jean Ernest)                  | Liste des députés de la Sarthe |                                      |                                       | Union des Droites |
| Caillaux (Alexandre Eugène)                             | Liste des députés de la Sarthe |                                      |                                       | Centre droit      |
| Gasselin de Fresnay (Augustin André)                    | Liste des députés de la Sarthe |                                      |                                       | Centre droit      |
| Haentjens (Alphonse-Alfred)                             | Liste des députés de la Sarthe |                                      |                                       | Appel au peuple   |
| Juigné (Ernest Leclerc de)                              | Liste des députés de la Sarthe |                                      |                                       | Union des Droites |
| La Rochefoucauld de Bisaccia (Charles Gabriel Sosthène) | Liste des députés de la Sarthe |                                      |                                       | Extrême droite    |
| Talhouët-Roy (Auguste de)                               | Liste des députés de la Sarthe |                                      |                                       | Centre droit      |
| Vétillart (Michel)                                      | Liste des députés de la Sarthe |                                      |                                       | Centre droit      |

## Second Empire

### Irelégislature(1852-1857)
- Arnaud Rogé décédé en 1854, remplacé par Odon Charles de Chaumont-Quitry
- Auguste de Talhouët-Roy
- Marc de Beauvau-Craon (1816-1883)
- Jacques Langlais (homme politique)

### IIelégislature(1857-1863)
- Odon Charles de Chaumont-Quitry
- Auguste de Talhouët-Roy
- Marc de Beauvau-Craon (1816-1883)
- Jacques Langlais (homme politique) démissionne en 1857, remplacé par Alphonse Leret d'Aubigny

### IIIelégislature(1863-1869)
- Alphonse-Alfred Haentjens
- Auguste de Talhouët-Roy
- Marc de Beauvau-Craon (1816-1883)
- Alphonse Leret d'Aubigny

### IVelégislature(1869-1870)
- Alphonse-Alfred Haentjens
- Auguste de Talhouët-Roy
- Marc de Beauvau-Craon (1816-1883)
- Alphonse Leret d'Aubigny

## IIeRépublique
Élections au suffrage universel masculin à partir de 1848

### Assemblée nationale constituante (1848-1849)
- Pierre Jules Lebreton
- Jean-Barthélemy Hauréau
- Jules de Lasteyrie
- Joseph Ambroise Lorette
- Jacques Langlais (homme politique)
- Joseph Chevé
- Christophe Louis Léon Juchault de Lamoricière
- Hortensius Rousselin de Corbeau de Saint-Albin
- Ariste Jacques Trouvé-Chauvel
- Augustin André Gasselin de Fresnay
- Gustave de Beaumont
- Joseph Degousée
- Louis Gasselin de Chantenay

### Assemblée nationale législative (1849-1851)
- Napoléon-Jérôme Bonaparte
- Auguste de Talhouët-Roy
- Henri Léon Camusat de Riancey
- Théodore Grimault
- Jules de Lasteyrie
- Jacques Langlais (homme politique)
- Christophe Louis Léon Juchault de Lamoricière
- Augustin André Gasselin de Fresnay
- Gustave de Beaumont
- Alfred de Beaunay
- Arnaud Rogé

## Chambre des députés (Monarchie de Juillet)

### IreLégislature(1830-1831)
- Pierre-Arsène Lelong
- Narcisse-Achille de Salvandy
- Louis Daniel de Vauguyon
- Clément-Jacques Goupil
- Camille Perier
- Alexandre de la Goupillière
- Jean-Louis Fournier

### IIeLégislature(1831-1834)
- Louis Daniel de Vauguyon
- Clément-Jacques Goupil
- Charles Comte (1782-1837)
- Camille Perier
- Alexandre de la Goupillière
- Jean-Louis Fournier
- Charles Picot-Desormeaux

### IIIeLégislature(1834-1837)
- Édouard Buon
- Étienne Garnier-Pagès
- François Gabriel Vallée
- Louis Daniel de Vauguyon
- Anatole de Montesquiou-Fezensac
- Clément-Jacques Goupil
- Charles Comte (1782-1837) décédé en 1837, remplacé par Alexandre-Joseph Legendre

### IVeLégislature(1837-1839)
- Constant-Louis Paillard-Ducléré
- Hortensius Rousselin de Corbeau de Saint-Albin
- Étienne Garnier-Pagès
- Pierre-Arsène Lelong
- Anatole de Montesquiou-Fezensac
- Augustin-Henry Caillard d'Aillières
- Louis Basse

### VeLégislature(1839-1842)
- Anatole de Montesquiou-Fezensac démissionne en 1841, remplacé par Napoléon de Montesquiou-Fézensac
- Constant-Louis Paillard-Ducléré
- Étienne Garnier-Pagès décédé en 1841, remplacé par Alexandre Ledru-Rollin
- Hortensius Rousselin de Corbeau de Saint-Albin
- Edme Letrone décédé en 1839, remplacé par Gustave de Beaumont
- Pierre-Arsène Lelong
- Louis Basse

### VIeLégislature(1842-1846)
- Jules de Lasteyrie
- Napoléon de Montesquiou-Fézensac
- Constant-Louis Paillard-Ducléré
- Alexandre Ledru-Rollin
- Hortensius Rousselin de Corbeau de Saint-Albin
- Gustave de Beaumont
- Louis Basse

### VIIeLégislature(17 août 1846-24 février 1848)
- Jules de Lasteyrie
- Constant-Louis Paillard-Ducléré
- Alexandre Ledru-Rollin
- Christophe Louis Léon Juchault de Lamoricière
- Adolphe d'Eichthal
- Hortensius Rousselin de Corbeau de Saint-Albin
- Gustave de Beaumont

## Chambre des députés des départements (2eRestauration)

### Irelégislature(1815–1816)
- Pierre François Henri Bouvet de Louvigny
- Julien Guillaume Regnoust-Duchesnay
- François Roullet de La Bouillerie
- Jean-Pierre Piet-Tardiveau

### IIelégislature(1816-1823)
- Pierre François Henri Bouvet de Louvigny
- Guillaume Jean-Baptiste d'Andigné de Resteau
- Julien Guillaume Regnoust-Duchesnay
- Benjamin Constant
- Charles Picot-Desormeaux
- François Roullet de La Bouillerie
- Jean-Pierre Piet-Tardiveau
- Pierre Thoré
- Louis Jacques Rousseau
- Gilbert du Motier de La Fayette
- Jean René Guillaume de Boisclaireau
- Julien-Pierre-Jean Hardouin
- Jean-Pierre-Guillaume Delahaye de Launay

### IIIelégislature(1824-1827)
- Pierre François Henri Bouvet de Louvigny
- Guillaume Jean-Baptiste d'Andigné de Resteau
- Julien Guillaume Regnoust-Duchesnay
- François Roullet de La Bouillerie
- Jean-Pierre Piet-Tardiveau
- Louis Jacques Rousseau
- Jean René Guillaume de Boisclaireau

### IVelégislature(1828-1830)
- Henri Louis Charles Bouteiller de Châteaufort
- Camille Perier
- Alexandre de la Goupillière
- Alexandre Bourdon du Rocher
- Corneille Lamandé
- Guillaume Jean-Baptiste d'Andigné de Resteau
- Louis François Coutard

### Velégislature(23 juin 1830-28 juillet 1830)
- Louis Daniel de Vauguyon
- Henri Louis Charles Bouteiller de Châteaufort
- Alexandre de la Goupillière
- Alexandre Bourdon du Rocher
- Corneille Lamandé
- Louis François Coutard

## Chambre des représentants (Cent-Jours)
- Athanase Urguet de Saint-Ouen
- Julien Hardouin-Rivery
- Jacques-Marie Abot
- Nicolas-Louis Juteau
- Julien-Pierre-Jean Hardouin
- Claude-Michel Quantin
- Jean-Pierre-Guillaume Delahaye de Launay

## Chambre des députés des départements (1reRestauration)
- Philibert-Louis-Alexandre de Tascher
- Louis Alexandre Marie de Musset
- Julien-Pierre-Jean Hardouin

## Corps législatif(1800-1814)
- Gabriel-René-Louis Salmon
- Philibert-Louis-Alexandre de Tascher
- Jean-Baptiste Delarue-Ducan
- Joseph Louis Houdebert
- Louis Alexandre Marie de Musset
- Julien-Pierre-Jean Hardouin
- René François Jacques Barré
- Pierre Dieudonné Mauboussin
- René Cornilleau

## Conseil des Cinq-Cents(1795-1799)
- Michel Houdbert
- Gabriel-René-Louis Salmon
- Julien Hardouin-Rivery
- Laurent-Martial-Stanislas Boutroue
- Philippe René Bardoux-Boisquetin
- Joseph Louis Houdebert
- Louis-Joseph Froger-Plisson
- Jean-Pierre-Guillaume Delahaye de Launay
- Jacques Marie Ysambart
- Georges-Joseph-Augustin Menjot d'Elbenne
- Pierre Mortier-Duparc
- Emmanuel-Joseph Sieyès
- François Ménard de La Groye
- Louis Dufour

## Convention nationale(1792-1795)
10 députés et 4 suppléants

### Députés
1. Joseph-Étienne Richard, avoué à La Flêche, ancien député à la Législative.
2. René François-Primaudière, avoué à Sablé, ancien député à la Législative.
3. Gabriel-René-Louis Salmon, notaire, administrateur du département, ancien député à la Législative. Est exclu après le 31 mai 1793 ; est rappelé le 18 frimaire an III (8 décembre 1794)
4. Pierre Philippeaux, juge du district du Mans. Est guillotiné le 16 germinal an II (5 avril 1794). Est remplacé par Cornilleau le 3 germinal an III (23 mars 1795).
5. Laurent-Martial-Stanislas Boutroue, notaire, membre du directoire du département.
6. René Levasseur, chirurgien, administrateur du district du Mans. Est décrété d'arrestation le 16 germinal et d'accusation le 2 prairial an III (5 avril et 12 mai 1795); est ensuite amnistié.
7. Jacques-René Chevalier, laboureur. Donne sa démission le 16 frimaire an II (6 décembre 1793) : est remplacé par Lehault, le 16 pluviôse an II (4 février 1794) ; rentre plus tard à la Convention (liste du 2 vendémiaire an IV - 24 septembre 1795), où il siège en même temps que son suppléant. Né à Fresnay-sur-Sarthe le 9/12/1734,il meurt à Saint-Aubin-de-Locquenay, commune dont il était maire, le 15/02/1812. Sa qualité de député est citée dans l’acte de mariage de sa fille Marie en date du 28/11/1793 à Montreuil-le-Chétif. (Archives Départementales numérisées de la Sarthe : BMS 1730-1740 vue 93 - D an XI-1813 vue 161 - NMD 1793-an VII vue 15).
8. Louis-Joseph Froger-Plisson, avoué, membre du directoire du département.
9. Emmanuel-Joseph Sieyès, abbé, ancien constituant. Nommé dans la Gironde, l'Orne et la Sarthe, opte pour la Sarthe.
10. Emmanuel-Pierre Le Tourneur, drapier, président du district du Mans.

### Suppléants
1. Bernard-Pierre Lehault, receveur du district de Mamers. Remplace Chevalier le 16 pluviôse an II (4 février 1794) ; continue de siéger malgré la rentrée de Chevalier à la Convention.
2. René Cornilleau, notaire, ancien Constituant. Remplace le 3 germinal an III (23 mars 1795) Philippeaux guillotiné.
3. Claude-Michel Quantin. N'a pas siégé.
4. Tison, notaire à Bouton. N'a pas siégé.

## Assemblée nationale législative(1791-1792)
10 députés et 4 suppléants

### Députés
1. Louis Jacques Rousseau, ex-président du département, président du tribunal du district de Château-du-Loir.
2. Gabriel-René-Louis Salmon, notaire royal, administrateur du département.
3. Louis Charles René Vérité, administrateur du district de La-Ferté-Bernard.
4. Philippe René Bardoux-Boisquetin, cultivateur, procureur-syndic du district de Fresnaye.
5. Louis Gabriel Guérin, négociant, maire de Mamers.
6. René François Jacques Barré, de Dollon, administrateur du directoire du département.
7. Joseph-Étienne Richard, procureur de la commune de La Flèche.
8. René François-Primaudière, procureur-syndic du district de Sablé.
9. Ignace Chappe, procureur de la commune du Mans.
10. Louis Claude Daniel Rojou, administrateur du directoire du département.

### Suppléants
1. Bugnet-de-Fresnay, administrateur du directoire du département au Mans.
2. Houdebert, administrateur du département à Loué.
3. Latouche (Charles), administrateur du directoire du district de Saint-Calais, domicilié à Saint-Michel de Chavaigne.
4. Gaullier, cultivateur à Marolles.

## États générauxetAssemblée constituante(1789-1791)

### Sénéchaussée du Maine au Mans
Sénéchaussées secondaires : Laval, Beaumont-le-Vicomte, Fresnay-le-Vicomte, Sainte-Suzanne, Mamers, Château-du-Loir. (20 députés)
- Clergé.
  - 1. Bourdet (René-Robert), curé de Bouère.
  - 2. Bertereau (Louis), curé de Teillé.
  - 3. Grandin (François-Henri-Christophe), curé d'Ernée.
  - 4. Le Peletier de Feumusson (Charles-Emmanuel), chanoine régulier de la Congrégation de France, prieur-curé de Domfront-en-Champagne.
  - 5. Jouffroy de Gonssans (François-Gaspard de), évêque du Mans.
- Noblesse.
  - 6. Montesson (Jean-Louis, marquis de), procureur-syndic de la noblesse de l'assemblée provinciale du Maine.
  - 7. Hercé (Jean-François-Simon de), seigneur du Plessis, chevalier de Saint-Louis, ancien lieutenant des vaisseaux du roi, lieutenant des maréchaux de France au département de Mayenne, demeurant à Mayenne.
  - 8. Vassé (Alexis-Bruno-Etienne, marquis de), vidame du Mans, colonel du régiment Dauphin-cavalerie, chevalier de Saint-Louis, demeurant à Vassé.
  - 9. Tessé (René Mans, comte de), sire de Froullay, grand d'Espagne de la première classe, chevalier des ordres du roi, lieutenant général de ses armées et des provinces du Maine, Perche et comté de Laval, premier écuyer de la reine. Il est remplacé en 1790 par Michel René François du Mans, son suppléant.
  - 10. Fresnay (Jean-Baptiste-Joseph de Bailly, marquis de), seigneur du Bourg-Baillif, ancien capitaine au régiment du Roi-infanterie, chevalier de Saint-Louis demeurant à Fresnay.
- Tiers état.
  - 11. Enjubault de la Roche (René-Urbain-Pierre-Charles-Félix), juge civil du comté-pairie de Laval.
  - 12. Héliand (Gilles-René), changeur pour le roi, au Mans.
  - 13. Joüye Desroches (Pierre-Louis-François), conseiller du roi et de Monsieur, lieutenant général en la sénéchaussée et siège présidial du Mans.
  - 14. Lasnier de Vaussenay (François-Pierre), négociant en toiles, à Laval.
  - 15. Maupetit (Michel-René), avocat général ducal et procureur du roi de l'hôtel de ville de Mayenne.
  - 16. Guerin (François-René), maître des grosses forges de la Gaudiniére.
  - 17. Ménard de la Groye (François-René-Pierre), conseiller du roi, juge magistral su siège de la sénéchaussée et siège présidial du Mans.
  - 18. Lalande (Julien-Joseph de), ancien maître des eaux et forêts, lieutenant de maire d'Ernée.
  - 19. Gournay (François-René), conseiller du roi, juge au siège royal de Bourg-Nouvel, à Mayenne.
  - 20 Chenon de Beaumont (Gabriel-François), conseiller en l'élection du Mans.

#### Suppléants. (8)
- Noblesse.
  - 1. Choiseul (Antoine-César de), comte de Praslin, seigneur de Maugé, lieutenant général des huit évêchés de la Basse-Bretagne, colonel du régiment de Lorraine-infanterie.
  - 2. Mans de Bourglevesque (Michel-René-François du), seigneur de Saint-Jean-sur-Erve, demeurant à Laval.
  - 3. Murat (Claude-François de), brigadier des armées du roi, chevalier de Saint-Louis, chevalier, seigneur du marquisat de Montfort-le-Rotrou.
  - 4. Broc (Charles-Éléonor, comte de), chevalier, seigneur des Persages, lieutenant-colonel de cavalerie.
  - 5. Venevelles (Henry Louis d'Espagne, marquis de), lieutenant-colonel d'infanterie, chevalier de Saint-Louis, seigneur de Venevelles, la Roussière et autres lieux.
- Tiers état.
  - 6. Pélisson de Gennes (Guillaume-Joseph), seigneur de Boulay, Bellenos et autres lieux, conseiller du roi et de Monsieur, bailli du Sonnois, juge royal civil et criminel et lieutenant général de police au bailliage de Mamers.
  - 7. Livré (Eustache), échevin, ancien juge-consul, membre du bureau général de charité, ancien administrateur des hôpitaux, ancien directeur général de la Société royale d'agriculture de la généralité de Tours au bureau de la ville du Mans.
  - 8. Cornilleau (René), notaire à Surfond.